# Lithacodia limbata
Lithacodia limbata är en fjärilsart som beskrevs av Emilio Berio 1954. Lithacodia limbata ingår i släktet Lithacodia och familjen nattflyn. Inga underarter finns listade i Catalogue of Life.